# Tripoint Belgique-France-Luxembourg
 (septembre 2022).
Si vous disposez d'ouvrages ou d'articles de référence ou si vous connaissez des sites web de qualité traitant du thème abordé ici, merci de compléter l'article en donnant les références utiles à sa vérifiabilité et en les liant à la section « Notes et références ».
Le tripoint Belgique-France-Luxembourg (en néerlandais : drielandenpunt België–Frankrijk–Luxemburg) est un tripoint délimitant les frontières entre la Belgique, la France et le Luxembourg.

## Caractéristiques

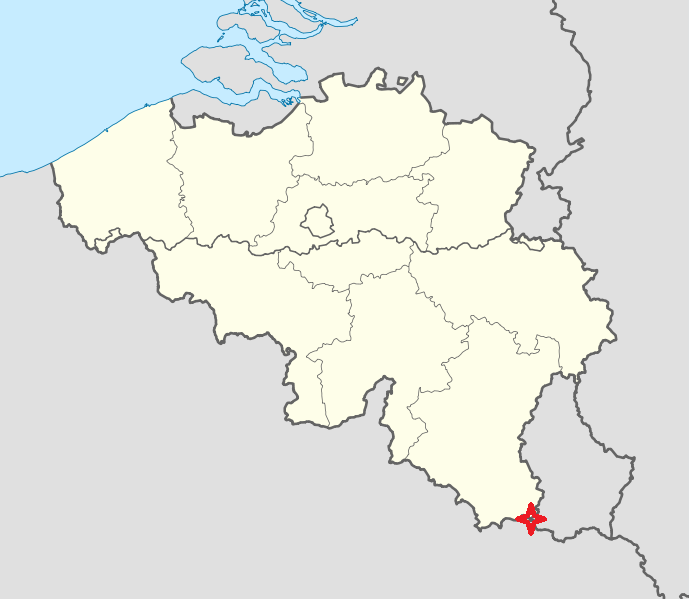
Situation du tripoint transfrontalier entre la Belgique (en blanc), la France et le Luxembourg.

Le tripoint se situe entre les localités d'Athus (commune d'Aubange, province de Luxembourg, Belgique), de Mont-Saint-Martin (département de Meurthe-et-Moselle, France) et de Rodange (commune de Pétange, canton d'Esch-sur-Alzette, Grand-Duché de Luxembourg).
Il est caractérisé par deux bornes frontière d'environ un mètre de hauteur, une belge et une luxembourgeoise. Elles sont situées en pleine nature, une sur chaque rive de la Chiers, le long de la RN 804 (appelée rue du Freihaut) ou RN 5F selon le côté de la route sur lequel on se trouve, ainsi que le long de la ligne ferroviaire entre la gare de Rodange et la gare de Longwy. L'accès se fait depuis la RN 5F, au Luxembourg. Une barrière bicolore rouge et blanche signale une descente bétonnée qui mène à un terrain vague où se trouvent les bornes, entourées de fougères. En hiver, le terrain devient marécageux, rendant leur accès plus compliqué.
Le tripoint est entouré, dans le sens horaire, par les gares d'Athus (ligne 167, Belgique), de Rodange (lignes 6g, 6h, 6j, Luxembourg), de Mont-Saint-Martin (ligne de Longuyon à Mont-Saint-Martin (vers Athus), France) et d'Aubange (ligne 165, Belgique).
La route qui le traverse, numérotée RD 46E en France, puis RN 830 en Belgique et RN 31 au Luxembourg, forme l'Avenue de l'Europe.
Un centre commercial est même appelé Pôle Europe car il se situe près du tripoint, en France.

## Économie
La région axait autrefois son économie sur la métallurgie et la sidérurgie, mais avec la crise de la sidérurgie dans le bassin lorrain dans les années 1970-1980, il a fallu trouver autre chose. Les différentes communes des trois pays ont alors créé, dans les années 1990, un espace économique commun pour attirer les investisseurs et relancer leurs économies locales : le Pôle européen de développement (PED). Voyant que l'idée fonctionnait bien et profitant du tremplin qu'offrait l'Union européenne, elles se sont ensuite regroupées en une agglomération transfrontalière : l'agglomération transfrontalière du pôle européen de développement afin de favoriser les échanges socio-culturels et économiques et de mettre en valeur leurs nombreux points communs ainsi que leurs bassins de population qui, ensemble, atteignent plus de 125 000 habitants.

## Images

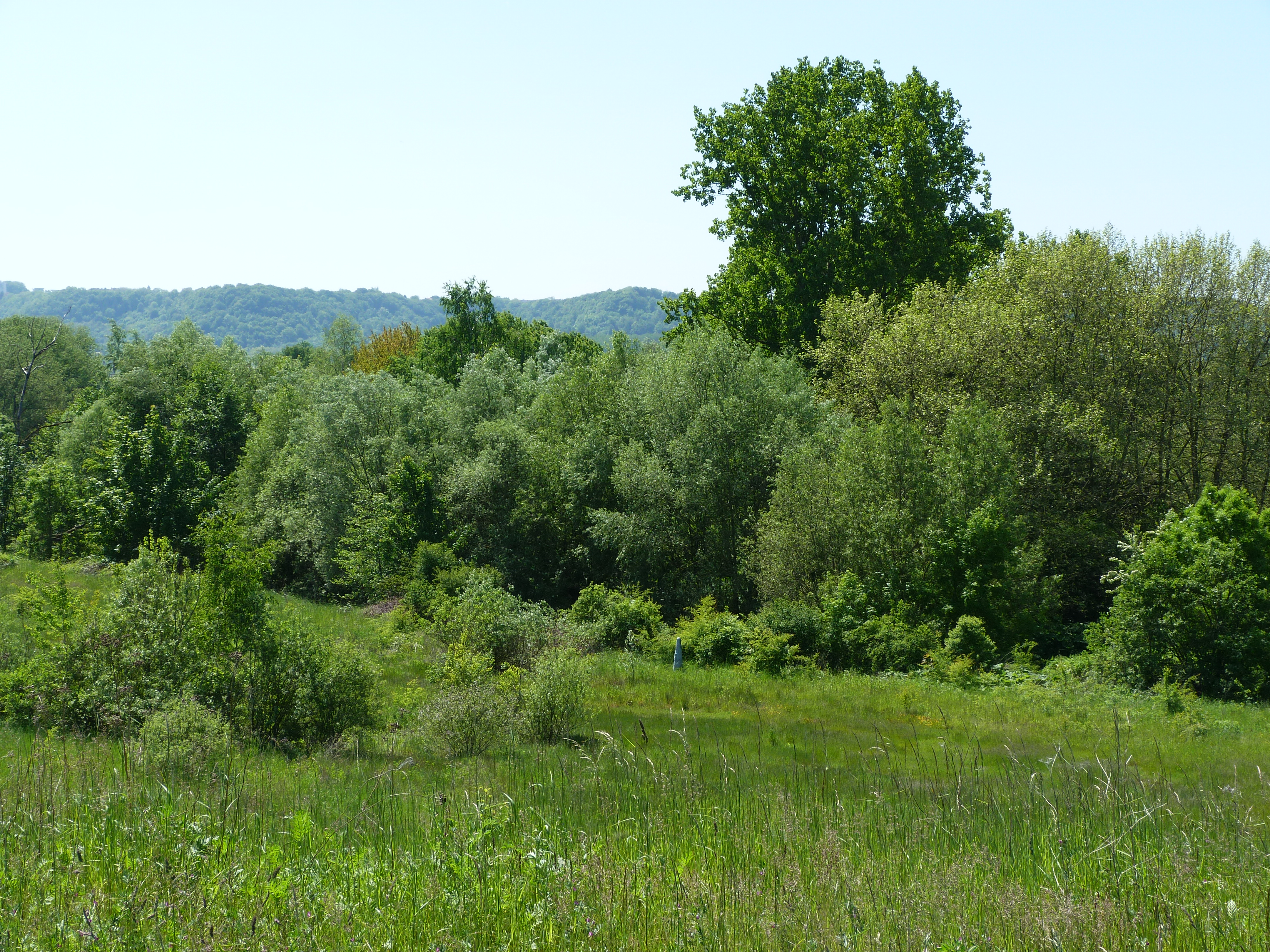
Le tripoint Belgique-France-Luxembourg se trouve en pleine nature, à quelques dizaines de mètres d'une route et des zones industrielles.
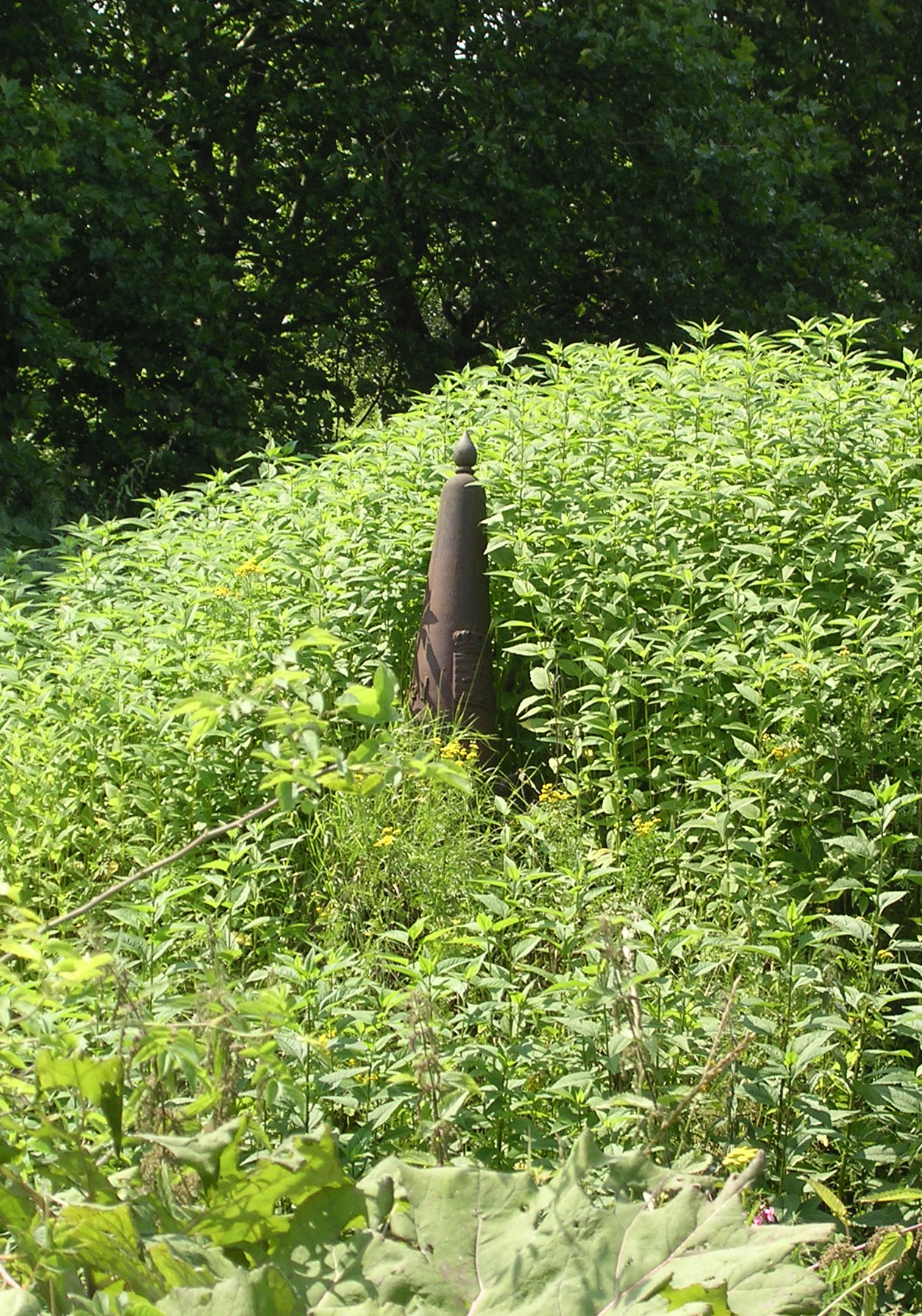
La borne frontière belge dans les orties, en 2007.
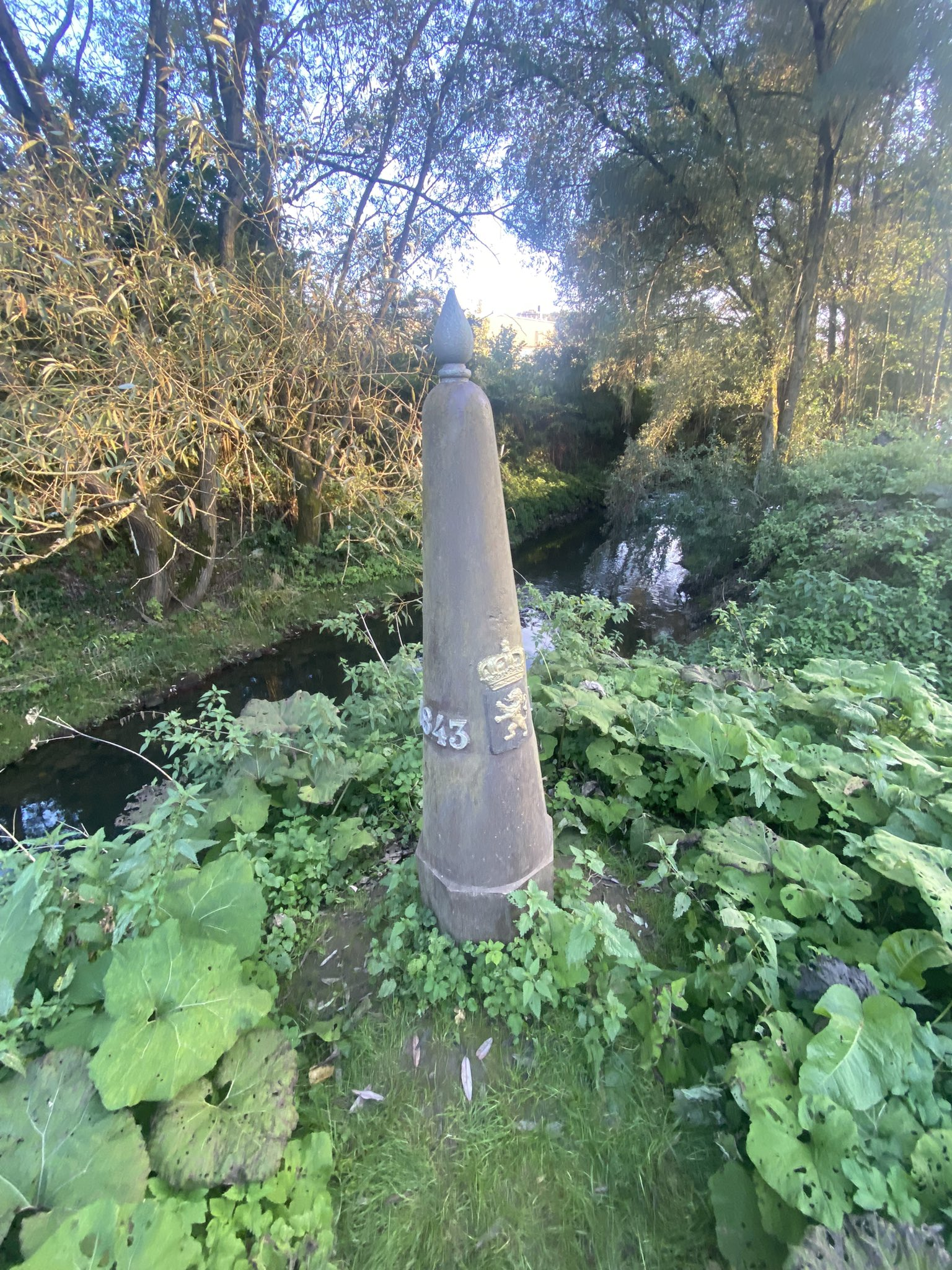
La borne belge vue de près, en 2023.
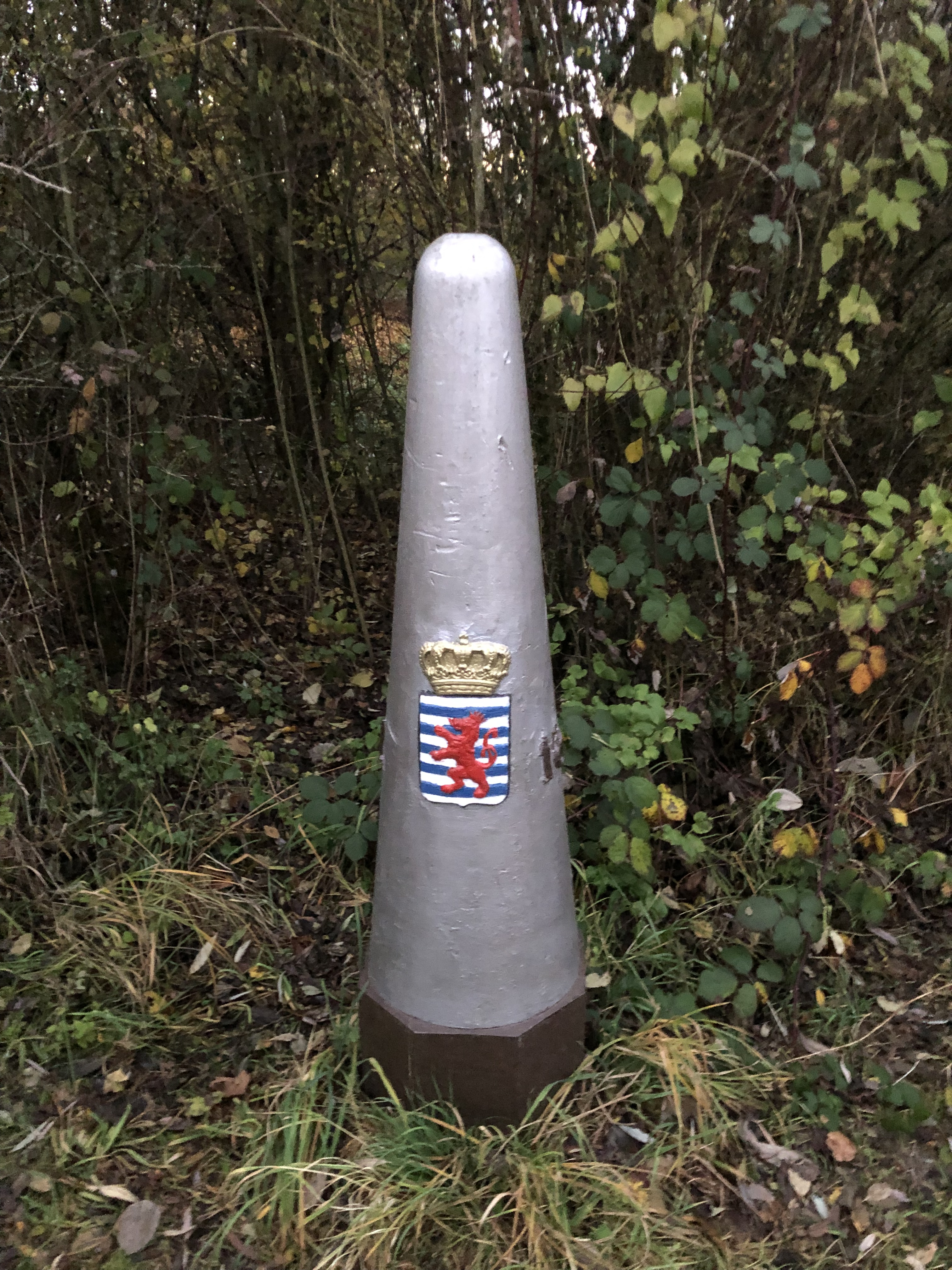
La borne luxembourgeoise en 2021, peinte, à laquelle il manque la pointe.
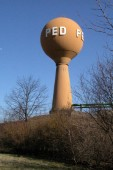
L'espace économique du Pôle européen de développement, s'est créé autour des 3 frontières.